# Эрато
Эра́то (др.-греч. Ἐρατώ) — муза любовной поэзии в греческой мифологии, одна из девяти муз-сестёр, богинь наук и искусства. Дочь Зевса, бога грома и молнии, царя всех богов и людей, и Мнемосины. Родила от Мала Клеофему.
Со времён Ренессанса её в основном изображали с венком из мирта и роз, с лирой или маленькой кифарой, музыкальным инструментом, часто ассоциирующимся с Аполлоном. Эрато часто изображается с золотой стрелой в руках, напоминающей стрелу бога Эроса; иногда её сопровождает и сам Эрос, держащий факел. Эрос олицетворяет чувство любви, которым Эрато вдохновляет всех.
Согласно Диодору, получила имя «от умения обученных становиться желанными для страсти и любви (ἐπεράστους)».
В честь Эрато назван астероид (62) Эрато, открытый в 1860 году и лейбл звукозаписи классической и академической музыки.

## Литература

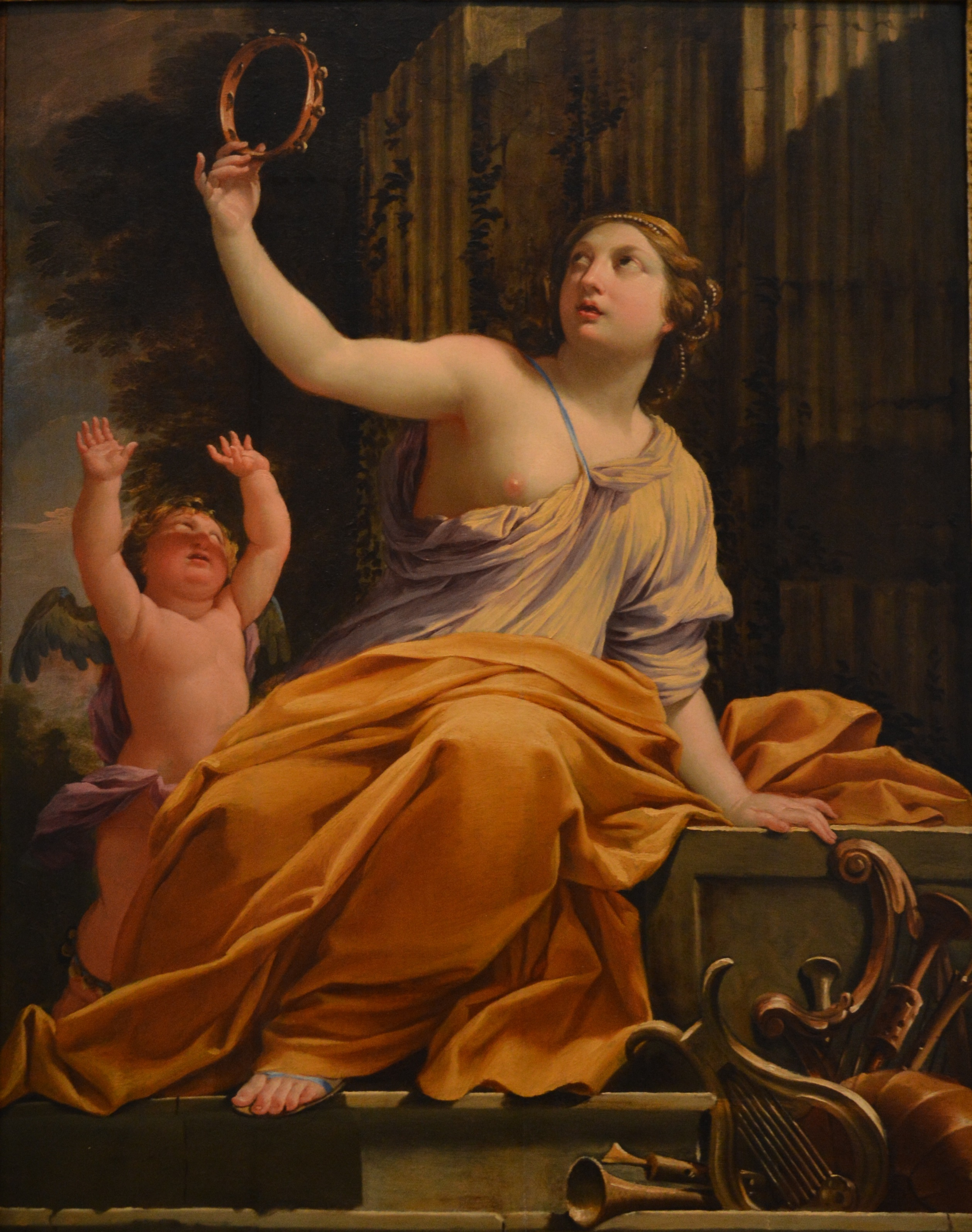
Эрато на картине Симона Вуэ